# ゴンサロ・フェルナンデス
ゴンサロ・フェルナンデス（スペイン語：Gonzalo Fernández, 生没年不明）は、ブルゴス伯（在位：899年ごろ - 915年）、カスティーリャ伯（在位：909年ごろ - 915年）。912年に祖父母ムニオ・ヌニェス・デ・ブラニョセラとその妻アルヒロが最初に承認した特許状『Carta Puebla de Brañosera』をゴンサロも追認している。

## 生涯
899年にブルゴス伯として初めて確認され、ララを本拠地とし、領地をエスピノサ・デ・ロス・モンテロスからエスカラダまでの領域からアルランサ川まで拡げた。
この町はララ家の拠点となり、数年後、息子のフェルナン・ゴンサレスと共にカスティーリャの世襲伯領を創設した。始祖であるゴンサロ・フェルナンデスは、最初にカラソのムスリム守備隊と対峙しなければならなかった。ゴンサロ・フェルナンデスの名前は、899年3月1日付のサン・ペドロ・デ・カルデーニャ修道院の創設に関する特許状で初めて確認される。サン・ペドロ・デ・カルデーニャ修道院は、サン・セバスチャン・デ・シロス修道院（後のサント・ドミンゴ・デ・シロス修道院）とともに最も影響力のあるカスティーリャ修道院の1つとなる。
912年、彼は、アサ、クルニア、サン・エステバン・デ・ゴルマズへ再び住民を住まわせるためドゥエロ川へのカスティーリャ遠征に参加した。
ゴンサロ・フェルナンデスは、914年8月1日付の文書ではブルゴス伯として、915年5月1日付の文書ではカスティーリャ伯として確認される。ゴンサロ・フェルナンデスは後にレオン宮廷に行き、ヴァルデジュンケラの戦い（920年）の敗北より前に有力者や貴族の集会に参加したようである。フスト・ペレス・デ・ウルベルは、924年から930年の文書にナバラでは珍しい「Gundisalvus comes」という名が見られることから、ゴンサロ・フェルナンデスが後にナバラ宮廷を訪れたと推測している。
アントニオ・デ・イェペスがサン・ベニート騎士団の年代記に記すところによると、ゴンサロ・フェルナンデスはサン・ペドロ・デ・アルランサ修道院に埋葬されたという。

## 結婚と子女
ゴンサロ・フェルナンデスはムニアドナと結婚し、2子をもうけた。
- フェルナン・ゴンサレス（910年頃 - 970年） - カスティーリャ伯
- ラミロ・ゴンサレス - 936年にムスリムとの戦いで戦死した